# Jairo Palomino
Jairo Fabián Palomino Sierra (Nechí, 2 agosto 1988) è un calciatore colombiano, centrocampista dell'Unión Magdalena.

## Palmarès

### Competizioni nazionali
- Campionato colombiano: 1

Atletico Nacional: 2011-I
- Coppa del Re dei Campioni: 1

Al-Ahli: 2012